# خيرية حبيب
خيرية حبيب هي مذيعة ومقدمة برامج عراقية وعملت في دائرة الإذاعة والتلفزيون في العراق منذ عام 1968.

## حياتها الفنية
بدأت في إذاعة صوت الجماهير وقد ظلت تقدم برنامج (عدسة الفن) في عام 1969م، برنامج عدسة الفن كان يُقدِمهُ في بدايته الفنان سامي السراج إلا أنه أعتذر عن تقديمه فتوقف البرنامج عن البث مدة فكانت إدارة التلفزيون تحتاج إلى مذيعة لإعادة بثه، فطرح زوجها المخرج رشيد الفكرة عليها ورفضتها في البداية لأنها كانت خجولة جداً ولكنه في النهاية أقنعها بتقديم البرنامج الذي أستمرت في تقديمه ستة عشر عاماً ولم تتوقف عنه سوى مدة قصيرة بعد وفاة زوجها المخرج رشيد في عام 1980،  وشاركها هذا النجاح معد البرنامج الراحل خالد ناجي وقد كان من البرامج الناجحة في التلفاز العراقي آنذاك ومن البرامج الشعبية الكبيرة التي كانت العائلة العراقية تنتظرها كل يوم خميس، حتى أن موسيقى المقدمة أصبحت معروفة بموسيقى عدسة الفن، وقد اعتذرت عن تقديم البرنامج ابتداء من عام 1989، واستمرت في الإذاعة عام 1992 بعد أن اصيبت بمرض عضال.
سافرت إلى خارج البلاد، بعد الغزو الأمريكي للعراق في عام 2003 عملت في إذاعة نوى في شمال العراق وبسبب خبرتها الفنية استطاعت في عام 2008 ان تأتي إذاعة نوى بالمرتبة الأولى من بين الإذاعات في العراق، وكان يساندها آنذاك مرتضى اليوسف ومحمد الفيلي، والان تسكن مدينة السليمانية وتركت العمل بعدما وجدت الكثير من التناقض في العمل الإعلامي الجديد.

## حياتها الشخصية
لديها اخ شهید وهو النائب ضابط في الجيش العراقي حسین حبيب كان يتكلم الفارسية و يعمل على جهاز الاستمكان (الراكال) أبلغ رفاقة ان راجمة ايرانية سوف تستهدف موقعهم و طلب منهم النزول الى الملاجئ وبقى هو في موقعة القتالي على جهاز الاستمكان واستشهد في موقعة رحمه الله